# Grand Prix Brazílie 2019
Grand Prix Brazílie 2019 (oficiálně FORMULA 1 HEINEKEN GRANDE PRÊMIO DO BRASIL 2019) se jela na okruhu Autódromo José Carlos Pace v São Paulo v Brazílii dne 17. listopadu 2019. Závod byl dvacátým v pořadí v sezóně 2019 šampionátu Formule 1.

## Kvalifikace
| Poř.                       | No. | Jezdec             | Konstruktér               | Časy v kvalifikaci | Časy v kvalifikaci | Časy v kvalifikaci | Pořadí na startu |
| Poř.                       | No. | Jezdec             | Konstruktér               | Q1                 | Q2                 | Q3                 | Pořadí na startu |
| -------------------------- | --- | ------------------ | ------------------------- | ------------------ | ------------------ | ------------------ | ---------------- |
| 1                          | 33  | Max Verstappen     | Red Bull Racing-Honda     | 1:08.242           | 1:07.503           | 1:07.508           | 1                |
| 2                          | 5   | Sebastian Vettel   | Ferrari                   | 1:08.556           | 1:08.050           | 1:07.631           | 2                |
| 3                          | 44  | Lewis Hamilton     | Mercedes                  | 1:08.614           | 1:08.088           | 1:07.699           | 3                |
| 4                          | 16  | Charles Leclerc    | Ferrari                   | 1:08.496           | 1:07.888           | 1:07.728           | 14               |
| 5                          | 77  | Valtteri Bottas    | Mercedes                  | 1:08.545           | 1:08.232           | 1:07.874           | 4                |
| 6                          | 23  | Alexander Albon    | Red Bull Racing-Honda     | 1:08.503           | 1:08.117           | 1:07.935           | 5                |
| 7                          | 10  | Pierre Gasly       | Scuderia Toro Rosso-Honda | 1:08.909           | 1:08.770           | 1:08.837           | 6                |
| 8                          | 8   | Romain Grosjean    | Haas-Ferrari              | 1:09.197           | 1:08.705           | 1:08.854           | 7                |
| 9                          | 7   | Kimi Räikkönen     | Alfa Romeo Racing-Ferrari | 1:09.276           | 1:08.858           | 1:08.984           | 8                |
| 10                         | 20  | Kevin Magnussen    | Haas-Ferrari              | 1:08.875           | 1:08.803           | 1:09.037           | 9                |
| 11                         | 4   | Lando Norris       | McLaren-Renault           | 1:08.891           | 1:08.868           |                    | 10               |
| 12                         | 3   | Daniel Ricciardo   | Renault                   | 1:09.086           | 1:08.903           |                    | 11               |
| 13                         | 99  | Antonio Giovinazzi | Alfa Romeo Racing-Ferrari | 1:09.175           | 1:08.919           |                    | 12               |
| 14                         | 27  | Nico Hülkenberg    | Renault                   | 1:09.050           | 1:08.921           |                    | 13               |
| 15                         | 11  | Sergio Pérez       | Racing Point-BWT Mercedes | 1:09.288           | 1:09.035           |                    | 15               |
| 16                         | 26  | Daniil Kvjat       | Scuderia Toro Rosso-Honda | 1:09.320           |                    |                    | 16               |
| 17                         | 18  | Lance Stroll       | Racing Point-BWT Mercedes | 1:09.536           |                    |                    | 17               |
| 18                         | 63  | George Russell     | Williams-Mercedes         | 1:10.126           |                    |                    | 18               |
| 19                         | 88  | Robert Kubica      | Williams-Mercedes         | 1:10.614           |                    |                    | 19               |
| 107% času vítěze: 1:13.018 |     |                    |                           |                    |                    |                    |                  |
| DNQ                        | 55  | Carlos Sainz Jr.   | McLaren-Renault           | Bez času           |                    |                    | 20               |
| Zdroj:                     |     |                    |                           |                    |                    |                    |                  |

Poznámky
1. ↑  Charles Leclerc obdržel trest posunu o 10 míst vzad za výměnu pohonné jednotky.
2. ↑  Carlos Sainz Jr. nezaznamenal čas, kterým by se kvalifikoval ve 107 % času vítěze. Start mu byl povolen sportovními komisaři.

## Závod
| Poř.                                                                  | No. | Jezdec             | Konstruktér               | Počet kol | Čas/Odstoupení | Pořadí na startu | Body |
| --------------------------------------------------------------------- | --- | ------------------ | ------------------------- | --------- | -------------- | ---------------- | ---- |
| 1                                                                     | 33  | Max Verstappen     | Red Bull Racing-Honda     | 71        | 1:33:14.678    | 1                | 25   |
| 2                                                                     | 10  | Pierre Gasly       | Scuderia Toro Rosso-Honda | 71        | +6.077         | 6                | 18   |
| 3                                                                     | 55  | Carlos Sainz Jr.   | McLaren-Renault           | 71        | +8.896         | 20               | 15   |
| 4                                                                     | 7   | Kimi Räikkönen     | Alfa Romeo Racing-Ferrari | 71        | +9.452         | 8                | 12   |
| 5                                                                     | 99  | Antonio Giovinazzi | Alfa Romeo Racing-Ferrari | 71        | +10.201        | 12               | 10   |
| 6                                                                     | 3   | Daniel Ricciardo   | Renault                   | 71        | +10.541        | 11               | 8    |
| 7                                                                     | 44  | Lewis Hamilton     | Mercedes                  | 71        | +11.139        | 3                | 6    |
| 8                                                                     | 4   | Lando Norris       | McLaren-Renault           | 71        | +11.204        | 10               | 4    |
| 9                                                                     | 11  | Sergio Pérez       | Racing Point-BWT Mercedes | 71        | +11.529        | 15               | 2    |
| 10                                                                    | 26  | Daniil Kvjat       | Scuderia Toro Rosso-Honda | 71        | +11.931        | 16               | 1    |
| 11                                                                    | 20  | Kevin Magnussen    | Haas-Ferrari              | 71        | +12.732        | 9                |      |
| 12                                                                    | 63  | George Russell     | Williams-Mercedes         | 71        | +13.599        | 18               |      |
| 13                                                                    | 8   | Romain Grosjean    | Haas-Ferrari              | 71        | +14.247        | 7                |      |
| 14                                                                    | 23  | Alexander Albon    | Red Bull Racing-Honda     | 71        | +14.927        | 5                |      |
| 15                                                                    | 27  | Nico Hülkenberg    | Renault                   | 71        | +18.059        | 13               |      |
| 16                                                                    | 88  | Robert Kubica      | Williams-Mercedes         | 70        | +1 kolo        | 19               |      |
| 17                                                                    | 5   | Sebastian Vettel   | Ferrari                   | 65        | Kolize         | 2                |      |
| 18                                                                    | 16  | Charles Leclerc    | Ferrari                   | 65        | Kolize         | 14               |      |
| 19                                                                    | 18  | Lance Stroll       | Racing Point-BWT Mercedes | 65        | Zavěšení       | 17               |      |
| Ret                                                                   | 77  | Valtteri Bottas    | Mercedes                  | 51        | Hydraulika     | 4                |      |
| 'Nejrychlejší kolo: Valtteri Bottas (Mercedes) – 1:10.698 (v kole 43) |     |                    |                           |           |                |                  |      |
| Zdroj:                                                                |     |                    |                           |           |                |                  |      |

Poznámky
1. ↑  Lewis Hamilton obdržel trest přičtení 5 sekund k času v cíli za zavinění kolize s Alexanderem Albonem.
2. ↑  Nico Hülkenberg obdržel trest přičtení 5 sekund k času v cíli za předjetí pod safety carem.
3. 1 2 3  Sebastian Vettel, Charles Leclerc a Lance Stroll odstoupili ze závodu, ale byli klasifikováni, protože odjeli více než 90 % délky závodu.

## Průběžné pořadí po závodě
- Tučně jsou vyznačeni jezdci a týmy se šancí získat titul v Poháru jezdců nebo konstruktérů.

Pohár jezdců
|        | Pořadí | Jezdec           | Body |
| ------ | ------ | ---------------- | ---- |
|        | 1      | Lewis Hamilton   | 387  |
|        | 2      | Valtteri Bottas  | 314  |
| 1      | 4      | Max Verstappen   | 260  |
| 1      | 3      | Charles Leclerc  | 249  |
|        | 5      | Sebastian Vettel | 230  |
| Zdroj: |        |                  |      |

Pohár konstruktérů
|        | Pořadí | Konstruktér           | Body |
| ------ | ------ | --------------------- | ---- |
|        | 1      | Mercedes              | 701  |
|        | 2      | Ferrari               | 479  |
|        | 3      | Red Bull Racing-Honda | 391  |
|        | 4      | McLaren-Renault       | 140  |
|        | 5      | Renault               | 91   |
| Zdroj: |        |                       |      |